# Ликаа Муштарак
Ликаа Муштарак (араб. اللقاء المشترك‎, в переводе «совместная встреча») — йеменский политический блок, оппозиционный правящей партии Всеобщий народный конгресс Йемена. Состоит из пяти партий: Ислах, Йеменская социалистическая партия, Народная насеристская юнионистская организация, Союз народных сил, Аль-Хакк. Наряду с ВНК является одной из двух крупнейших политических сил Йемена.

## Ликаа Муштарак в эпохуАли Абдаллы Салеха
Ликаа Муштарак была образована в 2002-м г. Первоначально в блок объединились Ислах, Йеменская социалистическая партия, Народная насеристская юнионистская организация, Союз народных сил, Аль-Хакк и йеменские баасисты, которые впоследствии вышли из блока.
С самого начала отмечалась разнородность объединившихся партий. Так, например, исламистская партия Ислах, образованная вскоре после объединения Северного и Южного Йемена в 1990 году, в ходе гражданской войны 1994-го года была противницей социалистов – бывшей правящей партии Южного Йемена. Союз народных сил и Аль-Хакк представляют собой либеральное и консервативное движение зейдитов, в то время как насеристы, как и социалисты, стоят на секуляристской социалистической платформе. Несмотря на подобного рода идеологические расхождения, стремление к объединению с целью более успешного противостояния доминировавшей в то время на йеменской политической арене партии ВНК, руководителем которой был президент Йемена Али Абдалла Салех, оказалось довольно прочной основой для существования блока.
В ходе парламентских выборов 2003 года партии блока выступили раздельно, однако в тесной кооперации. Так, по взаимной договорённости Ислах отозвал своих кандидатов в 30 районах, где большими шансами на успех обладали социалисты, которые, в свою очередь, отозвали своих кандидатов в 130 районах, где большей поддержкой пользовался Ислах. В итоге Ликаа Муштарак получила в общей сложности 56 мест (46 у Ислаха, 7 у социалистов и 3 у насеристов).
В ноябре 2005 года лидеры входящих в блок партий на совместной пресс-конференции объявили о публикации «Программы политических и национальных реформ», основными пунктами которой были замена авторитарного режима А. Салеха реальной парламентской демократической плюралистской системой, установление реального разделения властей, децентрализация судебной и административной систем. 
На президентских выборах летом 2006 года Фейсал бин Шамлан, кандидат от Ликаа Муштарак, набрал порядка 20% голосов. Согласно отчёту миссии наблюдателей ЕС, данные президентские выборы прошли с рядом существенных нарушений, наиболее серьёзными из которых были названы повсеместное использование административного ресурса и непрозрачность подсчёта голосов. Несмотря на довольно успешные результаты президентских выборов, на прошедших в тот же день выборах в органы местного самоуправления, блоку не удалось показать схожих результатов. После выборов 2006 года напряжённость между Ликаа Муштарак и ВНК начала нарастать. Благодаря посредничеству западных стран, Ликаа Муштарак и ВНК приступили к совместному обсуждению необходимых реформ, в частности, в области избирательного законодательства, однако эти переговоры зашли в тупик. Ликаа Муштарак сначала объявила бойкот подготовительной компании к парламентским выборами 2009 года, а затем призвала своих сторонников бойкотировать и сами выборы. В итоге Ликаа Муштарак и ВНК подписали соглашение о переносе выборов на 2011 год, с целью осуществить до этого времени необходимые реформы. В 2010 году стороны подписали также соглашение о проведении широкомасштабного национального диалога в ходе которого все политические силы страны смогли бы обсудить наиболее важные проблемы йеменского общества. 
Несмотря на обладание существенными ресурсами (прочные позиции социалистов на юге страны, наличие у Ислаха порядка 900 тысяч зарегистрированных сторонников) Ликаа Муштарак в период с 2002-го по 2011-й годы была, по сути, отстранена от реального влияния на принятие решений. Это, в основном, объяснялось противодействием со стороны Али Абдаллы Салеха и его сподвижников, находившихся в то время у власти, существенными разногласиями не только между входящими в блок партиями, но и внутри самих этих партий (так, в ходе предвыборной кампании 2006-го г. один из лидеров Ислаха шейх Абдалла аль-Ахмар поддержал не кандидата от партии Ф. бин Шамлана, а действовавшего президента А. Салеха), а также тем, что, несмотря на формально плюралистское политическое пространство Йемена, политические партии и парламент страны не имели реального влияния на процесс принятия политических решений.

## Арабская весна
В ходе первых акций протеста в январе 2011 года, отличавшихся небольшим количеством участников, Ликаа Муштарак не присоединялась к протестующим. Лишь после усиления протестной активности, связанной с падением в феврале 2011 года режима Хосни Мубарака в Египте, блок присоединился к требованиям протестующих, в т.ч. и к требованию отставки президента Салеха. Однако в отличие от улицы, требовавшей немедленного ухода Салеха, Ликаа Муштарак сначала выдвинула действующему президенту ряд предложений постепенного ухода от власти. Тем не менее уже в апреле 2011 года оппозиция, возглавляемая блоком, выдвинула Салеху ультиматум с требованием его ухода в течение двух недель. Несмотря на свои изначально слабые связи с развернувшимся в Йемене в начале 2011 года широким протестным движением, как основная организованная оппозиционная сила, Ликаа Муштарак стала одним из основных акторов в процессе международного урегулирования йеменского кризиса.

## Переходный период
23 ноября 2011 года Салех подписал имплементационный механизм инициативы ССАГПЗ. Согласно этому документу президентские полномочия передавались однопартийцу Салеха, вице-президенту Йемена Абд Раббо Мансуру Хади, а новое правительство формировалось на основе коалиции ВНК и Ликаа Муштарак с равным представительством обеих сторон. 
В стартовавшей в марте 2013 года общейеменской конференции «Национальный диалог» Ликаа Муштарак получила 125 из 565 мест, что на 13 больше, чем у ВНК.